# Maarten Jagermeester
Maarten Jagermeester (Herentals, 2 augustus 1951), een pseudoniem van Frans Van Tendeloo, is een Vlaams schrijver en dierenarts.

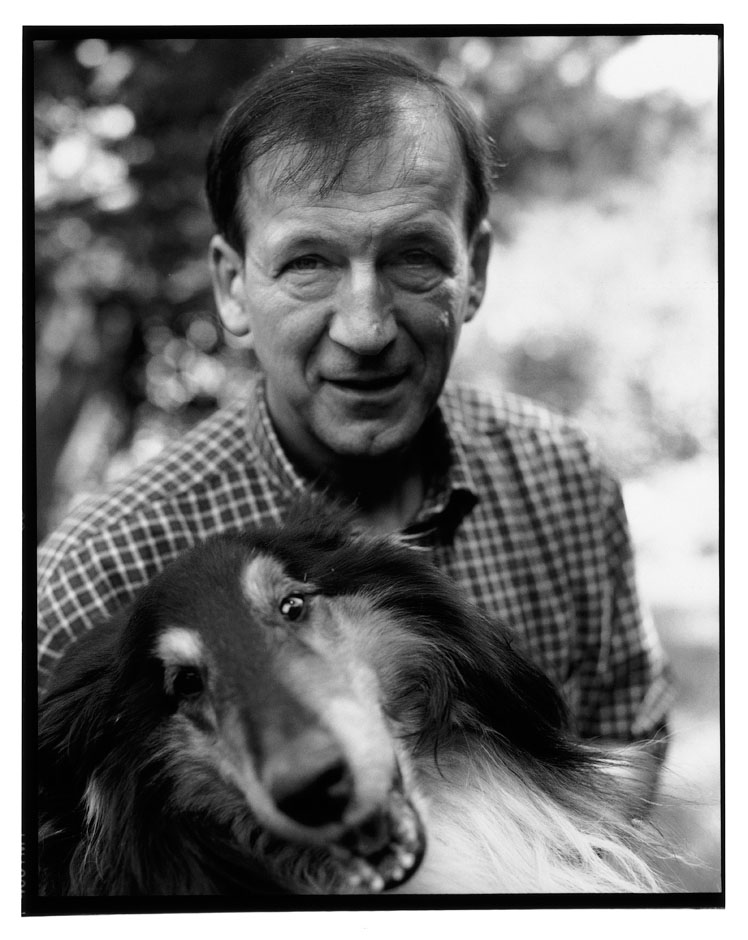
© Koen Broos

Maarten is opgegroeid op een boerderij en omdat hij zoveel van dieren hield, is hij dierenarts geworden. Het schrijven was eerst een hobby, maar ondertussen heeft hij toch al meer dan twintig boeken neergepend. Jagermeester (een afleiding van de bessenlikeur Jägermeister) had ook jarenlang een vaste rubriek in het hondentijdschrift Woef.
Zijn boeken gaan steeds over het welzijn van dieren. Zijn inspiratie haalt hij telkens uit voorvallen die in zijn praktijk gebeuren. Jagermeesters boeken bevatten veel afwisseling; telkens weet hij de dieren en hun gewoontes zeer treffend en in een jeugdige taal in beeld te brengen. De auteur vindt humor in zijn werk erg belangrijk. Toch schrikt hij er niet voor terug om ook ernstigere thema's - zoals proeven op dieren - in zijn werk aan bod te laten komen. Tot 2012 schreef hij vooral kinderboeken, sinds 2013 concentreert hij zich op boeken voor volwassenen.